# Turó del Gall (Castelldefels)
El Turó del Gall és una muntanya de 196 metres que es troba entre els municipis de Castelldefels i de Gavà, a la comarca del Baix Llobregat.